# Lovisa Claesson
Anna Lovisa Ingeborg Claesson, född 21 februari 1995 i Borås, är en svensk roddare. Hon tävlar för Öresjö SS. Hennes far, Per Olof Claesson, tävlade i rodd vid OS 1988 i Seoul och OS 1992 i Barcelona.
Hon studerade maskinteknik vid Högskolan i Jönköping.

## Karriär
Claesson tog sina första årtag som 10-åring. Hon slutade på 12:e plats i singelsculler vid junior-VM 2012 i Plovdiv. Följande år slutade Claesson på 6:e plats vid junior-VM i Trakai och på 4:e plats vid junior-EM i Minsk. 2014 tävlade hon i dubbelsculler och slutade på 19:e plats vid VM i Amsterdam och på 5:e plats vid U23-VM i Varese.
År 2015 tog Claesson silver i singelsculler vid U23-VM i Plovdiv. Under året tävlade hon även i dubbelsculler och slutade på 12:e plats vid EM i Poznań, 16:e plats vid VM i Aiguebelette samt två 14:e platser i världscupen. År 2016 försvarade hon sitt silver vid U23-VM i Rotterdam. Följande år tog Claesson guld vid U23-VM i Plovdiv. Under året slutade hon även på 5:e plats i singelsculler vid EM i Račice och på 11:e plats i dubbelsculler vid VM i Sarasota.
År 2018 slutade Claesson på 12:e plats i singelsculler vid VM i Plovdiv. Följande år slutade hon på 10:e plats i singelsculler vid EM i Luzern och på 15:e plats vid VM i Ottensheim. År 2020 slutade Claesson på 13:e plats vid EM i Poznań.
Den 26 april 2021 blev Claesson uttagen i Sveriges trupp till olympiska sommarspelen 2020 i Tokyo. Hon tävlade i singelsculler och slutade på tredje plats i försöksheatet och kvalificerade sig för kvartsfinal. Claesson slutade fyra i kvartsfinalen och lyckades inte kvalificera sig för A- och B-semifinalerna utan gick vidare till C- och D-semifinalerna. I semifinalen vann hon sitt heat och gick vidare till C-final. Claesson slutade på andra plats i C-finalen och blev placerad på totalt 14:e plats.

## Internationella tävlingar
- 2012: 12:e plats i singelsculler vid junior-VM
- 2013: 6:e plats i singelsculler vid junior-VM
- 2013: 4:e plats i singelsculler vid junior-EM
- 2014: 19:e plats i dubbelsculler vid VM
- 2014: 5:e plats i dubbelsculler vid U23-VM
- 2015: Silver i singelsculler vid U23-VM
- 2015: 12:e plats i dubbelsculler vid EM
- 2015: 16:e plats i dubbelsculler vid VM
- 2016: Silver i singelsculler vid U23-VM
- 2017: Guld i singelsculler vid U23-VM
- 2017: 5:e plats i singelsculler vid EM
- 2017: 11:e plats i dubbelsculler vid VM
- 2018: 12:e plats i singelsculler vid VM
- 2019: 10:e plats i singelsculler vid EM
- 2019: 15:e plats i singelsculler vid VM
- 2020: 13:e plats i singelsculler vid EM
- 2021: 14:e plats i singelsculler vid OS 2020